# 潘维
潘维，北京大学国际关系学院教授，北京大学中国与世界研究中心主任。1982年考入北京大學国际政治系，硕士生，师从陈翰笙教授，後來去讀柏克萊加州大学政治学系博士。

### 著作
- 《农民与市场：中国基层政权与乡镇企业》，北京：商务印书馆，2003年

- 《法治与“民主迷信”：一个法治主义者眼中的中国现代化和世界秩序》，香港：香港社会科学出版社，2003年

- 《当代中华体制：中国模式的经济、政治、社会解析》，香港：三联书店（香港），2010年

## 外部连接
- 潘维的观察者网专栏 （页面存档备份，存于）